# 茲林Z 50
茲林Z 50是一款單引擎特技飛機，由捷克斯洛伐克的莫拉凡飛機製造公司所製造，於1975年首飞。

## 歷史
1973年秋莫拉凡公司决定設計一款新的单座单引擎特技飛機，由捷克著名飞机设计师Jan Mikula主持设计。在飞机設計過程中，开始运用电脑来优化飛機的空氣動力設計。另一个任务是為飛機選取最优的發動機/螺旋浆组合。最终设计团队決定採用萊康明AIO-540 D4B5水平对置6缸发动机，最高功率260馬力，驱动一只3叶横速螺旋浆。這是一款单引擎，下单翼飞机機，并使用了固定起落架。與茲林Z 26系列不同的是，Z-50採用全金屬製造，最大负载可達+9.0g和-6.0g。
開始設計的1年半後，1975年7月18日，Z-50L原型機（L指萊康明引擎公司），註冊號OK-070，進行了它的首飛。
1976年，茲林Z-50代表捷克斯洛伐克及波蘭出賽1976年世界特技飛行锦标賽，Z-50最终取得第三名（前两名由苏联的雅克-50获得），而捷克斯洛伐克隊则获得了亞軍。在1978年的大賽中，茲林飛機取得了更大的成功，捷克的Z-50包揽了第一及第三名，一架代表德國的Z-50取得了第四，而捷克斯洛伐克隊贏得了团体冠军。Z-50在1980年及1982年的比賽中分別取得第四及第三名。
1981年，茲林Z-50换装了推力达到224千瓦（300马力）的AEIO-540 L1B5D引擎，命名为Z-50LS，于1981年7月29日首飞。這使Z-50能在760kg重量下負受+8G和-6G的重力。在20世纪80年代前期，許多Z-50L及LA型改裝为此型號。新的Z-50在1984年及1986年的特技飛行大賽中勝出，但苏-26的出现显得Z-50开始落后于时代了。
茲林Z-50另一型號，Z-50M採用馬力較低的M-137AZ引擎（180馬力），用以取代老舊的Z-526型，最大负载相对较低（+7.0g，-5.5g），只生產了8架。1990年4月，一架Z-90LS改装了新的机翼用来测试机动性，编号为Z-50LE，只生產了一架原型機。

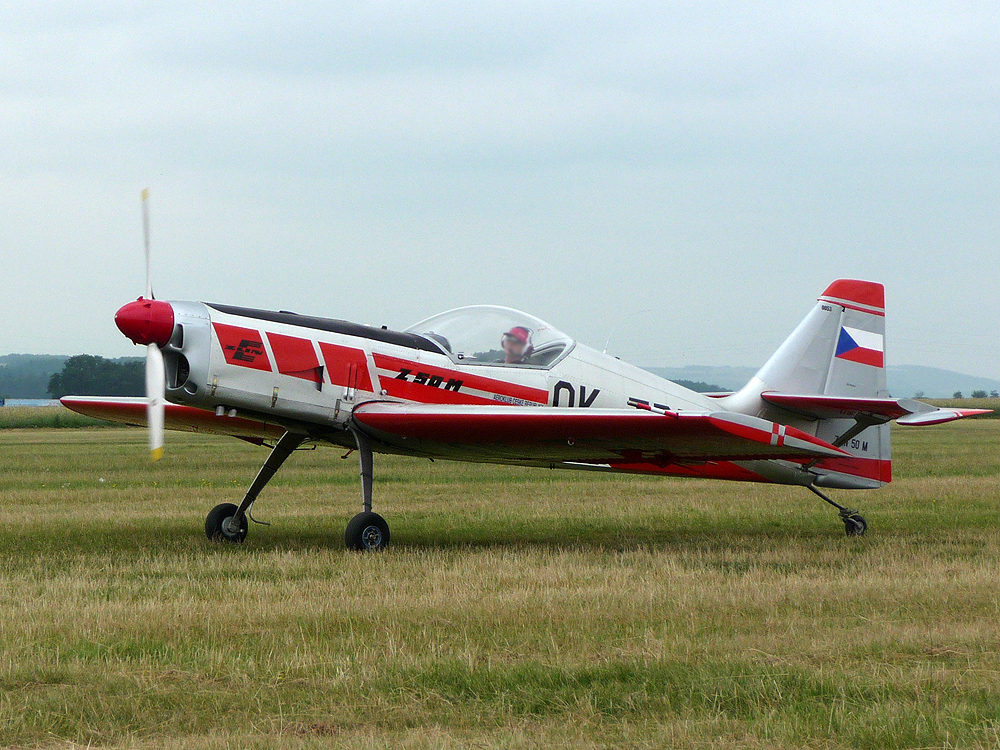
茲林 Z-50M

茲林Z-50最后一个型号，Z-50LX，在1991年首飛，此型號在機翼增加了油缸，以及特技飛行煙霧系统，只生產了7架。至今仍有一些ZL-50LS仍然使用中。

## 型號
- Z-50L- 首個型號，採用萊康明AEIO-540-D4B5引擎，於1977年取得設計認證，生產了25架
- Z-50LA- 發展自-50L型，於1980年取得設計認證，生產了18架
- Z-50LS- 發展自-50L型，採用萊康明AEIO-540-L1B5D引擎，於1982年取得設計認證，生產了34架
- Z-50LX- 於1991年取得設計認證，生產了9架
- Z-50M- 於1989年取得設計認證，生產了6架

## 性能（Z-50L）
基本信息
- 机组：1 人
- 展弦比：5.88:1

性能